# Freiburger Fußball-Club 1897 1977-1978
Questa voce raccoglie le informazioni riguardanti il Freiburger Fußball-Club 1897 nelle competizioni ufficiali della stagione 1977-1978.

## Stagione
Nella stagione 1977-1978 il Freiburger, allenato da Georg Gawliczek, concluse il campionato di 2. Bundesliga al 13º posto. In Coppa di Germania il Freiburger fu eliminato al terzo turno dal Bochum.

## Rosa
| N. |                     | Ruolo | Calciatore         |
| -- | ------------------- | ----- | ------------------ |
|    | Germania (bandiera) | P     | Karl Armbrust      |
|    | Germania (bandiera) | P     | Hubert Birkenmeier |
|    | Francia (bandiera)  | P     | Yves Bischoff      |
|    | Germania (bandiera) | P     | Wolfgang Dotzauer  |
|    | Germania (bandiera) | D     | Uli Bruder         |
|    | Germania (bandiera) | D     | Dieter Hug         |
|    | Grecia (bandiera)   | D     | Peter Karvouniaris |
|    | Germania (bandiera) | D     | Heinrich Schnitzer |
|    | Germania (bandiera) | D     | Dieter Steinwarz   |
|    | Germania (bandiera) | D     | Fritz Treuheit     |
|    | Germania (bandiera) | C     | Karl-Heinz Bente   |

| N. |                     | Ruolo | Calciatore          |
| -- | ------------------- | ----- | ------------------- |
|    | Germania (bandiera) | C     | Heinz-Dieter Derigs |
|    | Germania (bandiera) | C     | Ulli Löffler        |
|    | Germania (bandiera) | C     | Alfred Metzler      |
|    | Germania (bandiera) | C     | Karl-Heinz Mießmer  |
|    | Germania (bandiera) | C     | Karl-Heinz Schulz   |
|    | Germania (bandiera) | C     | Bernd Stobeck       |
|    | Germania (bandiera) | C     | Bernd Vogtmann      |
|    | Germania (bandiera) | A     | Karl-Heinz Bührer   |
|    | Germania (bandiera) | A     | Jürgen Marek        |
|    | Germania (bandiera) | A     | Hans-Peter Widmann  |

## Organigramma societario
Area tecnica
- Allenatore: Georg Gawliczek
- Allenatore in seconda:
- Preparatore dei portieri:
- Preparatori atletici:

## Calciomercato

### Sessione estiva
| Acquisti | Acquisti           | Acquisti              | Acquisti |
| R.       | Nome               | da                    | Modalità |
| -------- | ------------------ | --------------------- | -------- |
| P        | Hubert Birkenmeier | TeBe Berlino          |          |
| P        | Yves Bischoff      | SR Colmar             |          |
| A        | Karl-Heinz Bührer  | Freiburger (juniores) |          |
| A        | Jürgen Marek       | Schwenningen          |          |
| C        | Karl-Heinz Mießmer | Waldhof Mannheim      |          |

| Cessioni | Cessioni | Cessioni | Cessioni |
| R.       | Nome     | a        | Modalità |
| -------- | -------- | -------- | -------- |

### Sessione invernale
| Acquisti | Acquisti | Acquisti | Acquisti |
| R.       | Nome     | da       | Modalità |
| -------- | -------- | -------- | -------- |

| Cessioni | Cessioni | Cessioni | Cessioni |
| R.       | Nome     | a        | Modalità |
| -------- | -------- | -------- | -------- |

## Risultati

### 2. Bundesliga

#### Girone di andata
| Arbitro: | Schmidhuber |

|  |           |            |
|  | Marcatori | 53’ Martin |

| Arbitro: | Ulm |

|                                                         |           |                  |
| Heinlein 25’, 43’, 60’ Lambie 41’, 65’ Unger 71’ (rig.) | Marcatori | 72’, 73’ Mießmer |

| Arbitro: | Boos |

|                                |           |                        |
| Feulner 23’ Zapf 53’ Klein 73’ | Marcatori | 3’ Vogtmann 38’ Derigs |

| Arbitro: | Kalenborn |

|                               |           |             |
| Mießmer 14’, 44’, 77’ Hug 79’ | Marcatori | 90’ Ulsamer |

| Arbitro: | Drescher |

|                                                                                   |           |             |
| Hahn 14’ Metz 34’ Bruder 54’ (aut.) Cestonaro 58’ Bechtold 60’ (rig.) Drexler 63’ | Marcatori | 28’ Mießmer |

| Arbitro: | Correll |

|                             |           |                           |
| Hug 11’ Vogtmann 90’ (rig.) | Marcatori | 53’ Schäffner 58’ Beichle |

| Arbitro: | Brückner |

|                                                  |           |                     |
| Erhart 2’, 67’ Hodel 23’, 58’ Pankotsch 72’, 79’ | Marcatori | 57’ (rig.) Vogtmann |

| Arbitro: | Kettenbach |

|                                    |           |                   |
| Steinwarz 26’ Marek 55’ Derigs 90’ | Marcatori | 83’, 86’ Hofeditz |

| Arbitro: | Clajus |

|             |           |            |
| Seubert 29’ | Marcatori | 18’ Derigs |

| Arbitro: | Ross |

|                     |           |            |
| Derigs 6’ Bente 45’ | Marcatori | 48’ Nickel |

| Arbitro: | Ulm |

|                                   |           |            |
| Täuber 7’ Eder 22’ Živaljević 63’ | Marcatori | 49’ Bruder |

| Arbitro: | Schmidhuber |

|                              |           |                              |
| Derigs 80’ (rig.) Bührer 81’ | Marcatori | 55’ (rig.) Struth 86’ Kübler |

| Arbitro: | Ferro |

|                |           |                      |
| Sterz 29’, 89’ | Marcatori | 20’ Bente 57’ Bruder |

| Arbitro: | Dahler |

|                            |           |                            |
| Mießmer 4’, 34’ Bührer 78’ | Marcatori | 11’ Walz 32’, 54’ Schonert |

| Arbitro: | Fleischer |

|               |           |  |
| Killmaier 62’ | Marcatori |  |

| Arbitro: | Regneri |

|                                                 |           |  |
| Bührer 38’ Bente 51’ Derigs 64’ Schulz 81’, 90’ | Marcatori |  |

| Arbitro: | Michel |

|                           |           |                    |
| Allgöwer 40’ Hoffmann 90’ | Marcatori | 5’ Widmann 20’ Hug |

| Arbitro: | Quindeau |

|                                 |           |          |
| Hug 11’ Mießmer 46’ Widmann 76’ | Marcatori | 86’ Fink |

| Arbitro: | Joos |

|                        |           |  |
| Brand 28’ Sommerer 67’ | Marcatori |  |

#### Girone di ritorno
| Bürstadt 7 gennaio 1978 20ª giornata | VfR Bürstadt | 0 – 0 referto | Freiburger | Robert-Kölsch-Stadion (3 000 spett.)\| Arbitro: \| Dölfel \| |
| Arbitro:                             | Dölfel       |               |            |                                                              |

| Arbitro: | Röder |

|             |           |           |
| Widmann 59’ | Marcatori | 76’ Unger |

| Arbitro: | Nickel |

|                                    |           |                           |
| Vogtmann 6’, 67’ (rig.) Derigs 63’ | Marcatori | 27’ Feulner 61’ Deutscher |

| Arbitro: | Joos |

|                           |           |            |
| Schreder 71’ Emmerich 78’ | Marcatori | 69’ Bührer |

| Arbitro: | Clajus |

|  |           |                                     |
|  | Marcatori | 26’ Cestonaro 62’ Weiss 83’ Drexler |

| Arbitro: | Brückner |

|             |           |  |
| Beichle 40’ | Marcatori |  |

| Arbitro: | Ochsenreiter |

|                                            |           |                         |
| Vogtmann 26’ (rig.) Widmann 40’ Derigs 82’ | Marcatori | 11’ Petersen 44’ Warken |

| Arbitro: | Glaw |

|                    |           |                        |
| Grawunder 20’, 24’ | Marcatori | 15’ Mießmer 37’ Bührer |

| Arbitro: | Therre |

|                     |           |                         |
| Vogtmann 63’ (rig.) | Marcatori | 73’ (rig.), 83’ Seubert |

| Arbitro: | Drescher |

|                          |           |  |
| Nickel 19’, 46’ Harm 55’ | Marcatori |  |

| Friburgo in Brisgovia 19 marzo 1978 30ª giornata | Freiburger | 0 – 0 referto | Norimberga | Möslestadion (8 000 spett.)\| Arbitro: \| Klein \| |
| Arbitro:                                         | Klein      |               |            |                                                    |

| Arbitro: | Fleischer |

|           |           |                          |
| Krauth 6’ | Marcatori | 17’ Schnitzer 78’ Bührer |

| Arbitro: | Dahler |

|                  |           |  |
| Mießmer 43’, 78’ | Marcatori |  |

| Arbitro: | Schumann |

|                                   |           |  |
| Lasch 23’ Müller 57’ Schonert 89’ | Marcatori |  |

| Arbitro: | Schmidhuber |

|                |           |              |
| Derigs 2’, 37’ | Marcatori | 11’ Trimhold |

| Arbitro: | Walz |

|  |           |                       |
|  | Marcatori | 77’ Löffler 85’ Marek |

| Arbitro: | Michel |

|             |           |  |
| Mießmer 18’ | Marcatori |  |

| Arbitro: | Ulm |

|                |           |  |
| Bergfelder 76’ | Marcatori |  |

| Arbitro: | Gaus |

|                          |           |                       |
| Hug 40’ Bente 57’ (rig.) | Marcatori | 6’ Größler 10’ Hansen |

### Coppa di Germania
| Arbitro: | Milkert |

|               |           |                   |
| Maulshagen 2’ | Marcatori | 58’ Marek 75’ Hug |

| Arbitro: | Ehner |

|           |           |                                           |
| Bauer 14’ | Marcatori | 23’ Derigs 31’ Bruder 73’ Löffler 90’ Hug |

| Arbitro: | Michel |

|                       |           |                                                |
| Derigs 58’ Bruder 81’ | Marcatori | 14’, 37’, 59’ Schwemmle 21’, 34’ Bast 71’ Holz |

## Statistiche

### Statistiche di squadra
| Competizione      | Punti | In casa | In casa | In casa | In casa | In casa | In casa | In trasferta | In trasferta | In trasferta | In trasferta | In trasferta | In trasferta | Totale | Totale | Totale | Totale | Totale | Totale | DR  |
| Competizione      | Punti | G       | V       | N       | P       | Gf      | Gs      | G            | V            | N            | P            | Gf           | Gs           | G      | V      | N      | P      | Gf     | Gs     | DR  |
| ----------------- | ----- | ------- | ------- | ------- | ------- | ------- | ------- | ------------ | ------------ | ------------ | ------------ | ------------ | ------------ | ------ | ------ | ------ | ------ | ------ | ------ | --- |
| 2. Bundesliga     | 35    | 19      | 10      | 6       | 3       | 39      | 26      | 19           | 2            | 5            | 12           | 19           | 45           | 38     | 12     | 11     | 15     | 58     | 71     | -13 |
| Coppa di Germania | -     | 1       | 0       | 0       | 1       | 2       | 6       | 2            | 2            | 0            | 0            | 6            | 2            | 3      | 2      | 0      | 1      | 8      | 8      | 0   |
| Totale            | 35    | 20      | 10      | 6       | 4       | 41      | 32      | 21           | 4            | 5            | 12           | 25           | 47           | 41     | 14     | 11     | 16     | 66     | 79     | -13 |

### Andamento in campionato
| Giornata  | 1  | 2  | 3  | 4  | 5  | 6  | 7  | 8  | 9  | 10 | 11 | 12 | 13 | 14 | 15 | 16 | 17 | 18 | 19 | 20 | 21 | 22 | 23 | 24 | 25 | 26 | 27 | 28 | 29 | 30 | 31 | 32 | 33 | 34 | 35 | 36 | 37 | 38 |
| --------- | -- | -- | -- | -- | -- | -- | -- | -- | -- | -- | -- | -- | -- | -- | -- | -- | -- | -- | -- | -- | -- | -- | -- | -- | -- | -- | -- | -- | -- | -- | -- | -- | -- | -- | -- | -- | -- | -- |
| Luogo     | C  | T  | T  | C  | T  | C  | T  | C  | T  | C  | T  | C  | T  | C  | T  | C  | T  | C  | T  | T  | C  | C  | T  | C  | T  | C  | T  | C  | T  | C  | T  | C  | T  | C  | T  | C  | T  | C  |
| Risultato | P  | P  | P  | V  | P  | N  | P  | V  | N  | V  | P  | N  | N  | N  | P  | V  | N  | V  | P  | N  | N  | V  | P  | P  | P  | V  | N  | P  | P  | N  | V  | V  | P  | V  | V  | V  | P  | N  |
| Posizione | 13 | 19 | 19 | 14 | 17 | 17 | 18 | 17 | 16 | 15 | 16 | 17 | 17 | 16 | 17 | 14 | 15 | 13 | 14 | 14 | 15 | 13 | 14 | 15 | 15 | 15 | 15 | 15 | 16 | 15 | 15 | 14 | 15 | 14 | 13 | 12 | 13 | 13 |

Legenda:

Luogo: C = Casa; T = Trasferta. Risultato: V = Vittoria; N = Pareggio; P = Sconfitta.

### Statistiche dei giocatori
| Giocatore       | 2. Bundesliga | 2. Bundesliga | 2. Bundesliga | 2. Bundesliga | Coppa di Germania | Coppa di Germania | Coppa di Germania | Coppa di Germania | Totale   | Totale | Totale      | Totale     |
| Giocatore       | Presenze      | Reti          | Ammonizioni   | Espulsioni    | Presenze          | Reti              | Ammonizioni       | Espulsioni        | Presenze | Reti   | Ammonizioni | Espulsioni |
| --------------- | ------------- | ------------- | ------------- | ------------- | ----------------- | ----------------- | ----------------- | ----------------- | -------- | ------ | ----------- | ---------- |
| K. Armbrust     | 0             | 0             | 0             | 0             | 0                 | 0                 | 0                 | 0                 | 0        | 0      | 0           | 0          |
| K. Bente        | 37            | 4             | 13            | 0             | 3                 | 0                 | 1                 | 0                 | 40       | 4      | 14          | 0          |
| H. Birkenmeier  | 38            | 0             | 0             | 0             | 3                 | 0                 | 0                 | 0                 | 41       | 0      | 0           | 0          |
| Y. Bischoff     | 0             | 0             | 0             | 0             | 1                 | 0                 | 0                 | 0                 | 1        | 0      | 0           | 0          |
| U. Bruder       | 37            | 2             | 8             | 0             | 3                 | 2                 | 0                 | 0                 | 40       | 4      | 8           | 0          |
| K. Bührer       | 21            | 6             | 1             | 0             | 0                 | 0                 | 0                 | 0                 | 21       | 6      | 1           | 0          |
| H. Derigs       | 37            | 10            | 2             | 0             | 3                 | 2                 | 0                 | 0                 | 40       | 12     | 2           | 0          |
| W. Dotzauer     | 0             | 0             | 0             | 0             | 0                 | 0                 | 0                 | 0                 | 0        | 0      | 0           | 0          |
| D. Hug          | 28            | 5             | 1             | 0             | 2                 | 2                 | 1                 | 0                 | 30       | 7      | 2           | 0          |
| P. Karvouniaris | 0             | 0             | 0             | 0             | 0                 | 0                 | 0                 | 0                 | 0        | 0      | 0           | 0          |
| U. Löffler      | 11            | 1             | 0             | 0             | 1                 | 1                 | 0                 | 0                 | 12       | 2      | 0           | 0          |
| J. Marek        | 16            | 2             | 1             | 0             | 3                 | 1                 | 0                 | 0                 | 19       | 3      | 1           | 0          |
| A. Metzler      | 29            | 0             | 3             | 0             | 2                 | 0                 | 0                 | 0                 | 31       | 0      | 3           | 0          |
| K. Mießmer      | 38            | 13            | 6             | 0             | 3                 | 0                 | 0                 | 0                 | 41       | 13     | 6           | 0          |
| H. Schnitzer    | 37            | 1             | 10            | 0             | 3                 | 0                 | 0                 | 0                 | 40       | 1      | 10          | 0          |
| K. Schulz       | 36            | 2             | 5             | 0             | 2                 | 0                 | 0                 | 0                 | 38       | 2      | 5           | 0          |
| D. Steinwarz    | 28            | 1             | 1             | 1             | 3                 | 0                 | 0                 | 0                 | 31       | 1      | 1           | 1          |
| B. Stobeck      | 31            | 0             | 5             | 0             | 2                 | 0                 | 0                 | 0                 | 33       | 0      | 5           | 0          |
| F. Treuheit     | 0             | 0             | 0             | 0             | 0                 | 0                 | 0                 | 0                 | 0        | 0      | 0           | 0          |
| B. Vogtmann     | 33            | 7             | 1             | 0             | 2                 | 0                 | 0                 | 0                 | 35       | 7      | 1           | 0          |
| H. Widmann      | 21            | 4             | 0             | 0             | 2                 | 0                 | 0                 | 0                 | 23       | 4      | 0           | 0          |